# غافين هاملتون
غافين هاملتون (بالإنجليزية: Gavin Hamilton) (و. 1723 – 1798 م) هو عالم إنسان، ورسام، ومؤرخ الفن، وعالم آثار إسكتلندي، ولد في أناركشاير، توفي في روما، عن عمر يناهز 75 عاماً.

## روابط خارجية
- غافين هاملتون على موقع الموسوعة البريطانية (الإنجليزية)